# Геотермальна електростанція
Геотерма́льна електроста́нція (геоТЕС) — електростанція, де геотермальна енергія (енергія глибинного тепла Землі) перетворюється на електричну.

## Геотермальна енергія
Геотермальна енергія — це енергія, що отримується від природного тепла Землі з її глибинних шарів. Досягнути до цього джерела тепла можна за допомогою глибоких свердловин. Геотермічний градієнт у свердловині становить приблизно 1 °C на 36 метрів заглиблення. Це тепло доставляється на поверхню разом з парою або гарячою водою. Така теплова енергія може використовуватись як безпосередньо для обігрівання будинків, так і для виробництва електроенергії. Термальні регіони, що є багатими на доступну геотермальну енергію, зустрічаються у багатьох частинах світу. Геотермальна енергія для виробництва електроенергії використовується у 24 країнах (станом на 2010 рік), тоді як для обігрівання будівель вона знайшла застосування у 70 країнах світу.
За різними підрахунками температура у центрі Землі становить як мінімум, 6 650 °C. Швидкість вистигання Землі приблизно дорівнює 300…350 °C за мільярд років. Земля виділяє 42•1012 Вт тепла, з яких 2 % поглинається корою й 98 % — мантією та ядром. Сучасні технології не дозволяють отримати доступ до тепла, яке виділяється надто глибоко, але і 840 000 000 000 Вт (2 %) доступної геотермальної енергії можуть забезпечити потреби людства на тривалий час. Найкращим місцем для будівництва геотермальних станцій є місця навколо країв континентальних плит, так як земна кора у таких зонах є суттєво тоншою.

## Історична довідка

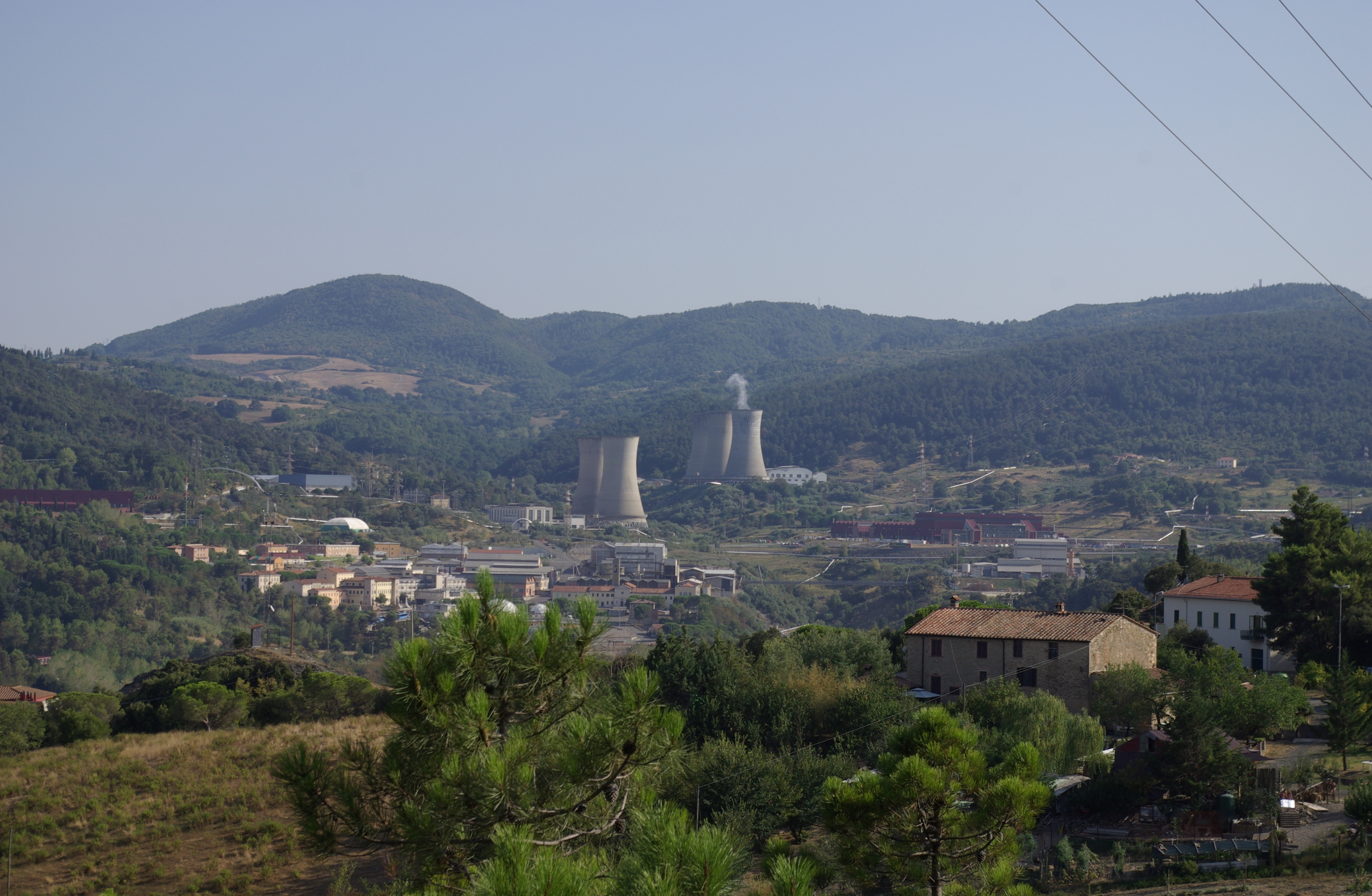
Геотермальна електростанція в Лардерелло (Італія)

На початку XX століття, зростання попиту на електроенергію призвело до розгляду геотермальної енергії як джерела для генерування електричної енергії. 4 липня 1904 року італійський бізнесмен П'єро Джінорі Конті (італ. Piero Ginori Conti) у Лардерелло (Італія) провів успішне випробовування першого геотермального генератора електричної енергії. Від створеного джерела могли живитися чотири лампочки розжарення. Згодом, у 1911, там же, було збудовано першу у світі промислову геотермальну електростанцію (геоТЕС). 

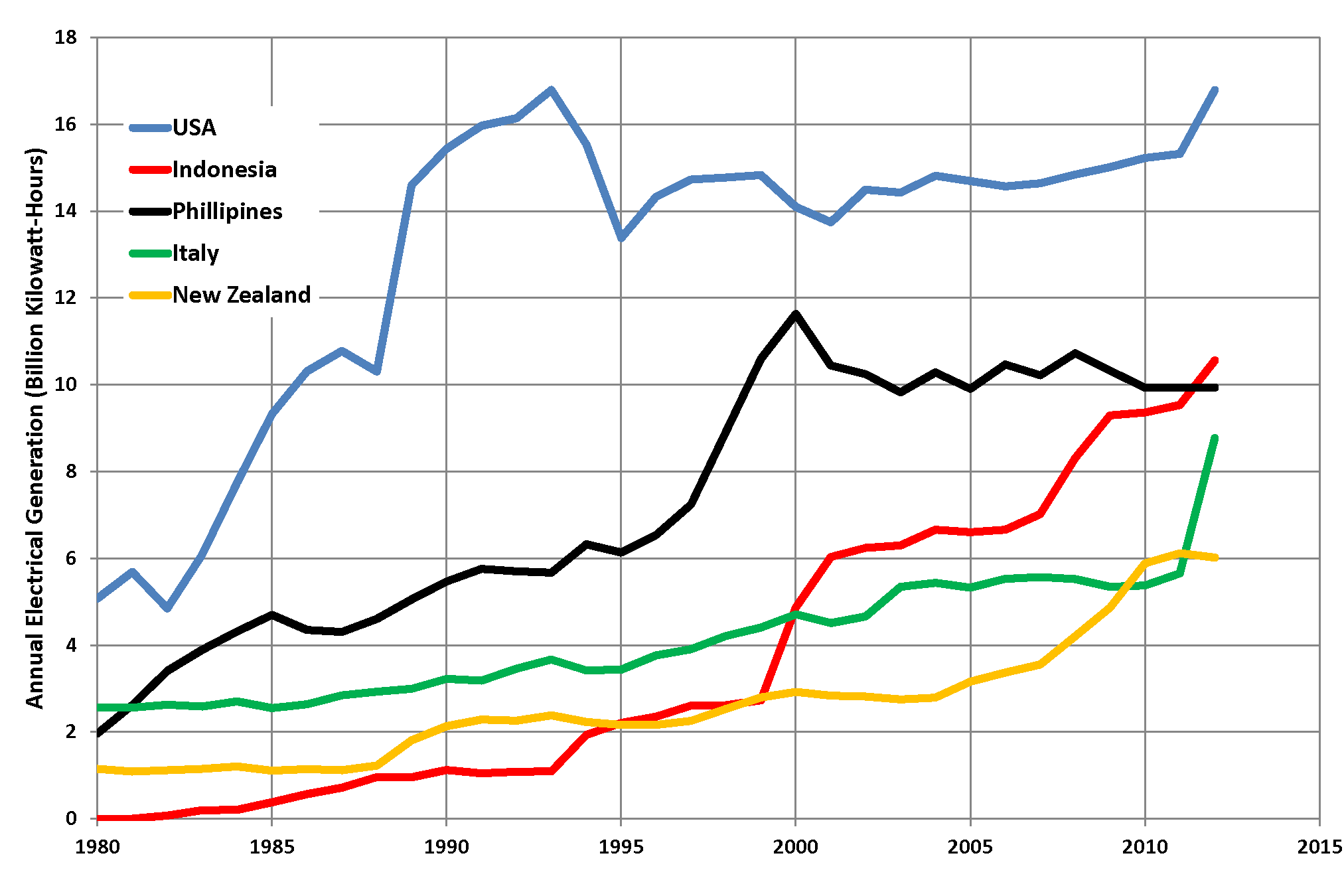
Динаміка зростання виробництва геотермальної електроенергії п'ятьма провідними у цій галузі країнами за період 1980—2012 років (US EIA)

Експериментальні генератори у 1920-х були запущені також, у Японії та США, але Італія залишалась єдиною країною, що промислово виробляла електроенергію з використанням геотермальних джерел а у 1920-х аж до 1958.

Сумарна потужність геотермальної енергетики у світі. Верхня (червона) лінія — встановлена потужність; нижня (зелена) лінія — реалізована потужність

Після запуску Вейракейської геоТЕС (англ. Wairakei Power Station) 1958 року Нова Зеландія стала другою країною, що запровадила промислове виробництво геотермальної електрики. Це була перша станція у світі, що працювала на родовищі термальної гарячої води під тиском.
У 1960, компанія «Pacific Gas and Electric» розпочала виробництво електроенергії на першій промисловій геоТЕС у США на геотермальному родовищі Великі гейзери у Каліфорнії. Оригінальні турбіни повною потужністю 12,5 МВт (чистою потужністю 11 МВт) успішно пропрацювали понад 30 років. У США в Долині гейзерів розташовано 19 діючих геоТЕС загальною потужністю 1300 МВт.
Станція з бінарним циклом вперше була продемонстрована у 1967 році у Радянському Союзі і згодом реалізована в умовах енергетичної кризи та завдяки суттєвим змінам у регуляторній політиці у США в 1981. Нова технологія дозволила використовувати геотермальні ресурси з набагато нижчими температурами, ніж до того. У 2006 стала до ладу геоТЕС з бінарним циклом у Чіна-Хот-Спрінгс (англ. Chena Hot Springs (Аляска) з рекордно низькою температурою води у 57 °C на вході.
Геотермальні електростанції до недавнього часу будувались виключно у місцях де високотемпературні геотермальні ресурси були доступні біля поверхні. Розробка бінарних термодинамічних циклів та удосконалення технологій буріння дозволило суттєво розширити географію використання таких енергоресурсів. Дослідницькі проекти працюють у Ландау (Німеччина), Сульц-су-Форе (Франція), у той же час проект у Базелі (Швейцарія) було закрито після спричиненого ним землетрусу. У стадії спорудження перебувають нові проекти в Австралії, Великій Британії та США.
Коефіцієнт корисної дії геоТЕС у цілому є низьким і становить близько 7…10 %,, тому що температура геотермального потоку є нижчою від температури пари, що виробляється типовим парогенератором на теплових електростанціях. За законами термодинаміки цей фактор і є лімітуючим у ефективності роботи теплової машини, що перетворює теплову енергію у механічну роботу по приведенню у рух електричного генератора. Підвищення ефективності роботи геоТЕС вимагає вищої температури геотермальних ресурсів та розробки спеціалізованих термодинамічних циклів. Оскільки надходження геотермальної енергії не залежить від зміни зовнішніх факторів так, як це спостерігається у вітроенергетиці чи геліоенергетиці, коефіцієнт використання встановленої потужності у геоТЕС може бути досить високим — до 96 %. Однак реально цей коефіцієнт станом на 2008 рік за даними IPCC становив 74,5 %

## Класифікація геоТЕС
ГеоТЕС можна розділити на три основні типи:
- станції, які працюють на родовищах сухої пари (англ. dry steam power stations). Водяна пара із свердловини надходить безпосередньо у конденсаційну турбіну, з'єднану з електричним генератором, а з турбіни — у змішувальний конденсатор, де перетворюється на воду (конденсат). Далі вода потрапляє у підземний бак, з нього — в градирню, де охолоджується і повертається у конденсатор;
- станції з пароутворювачем, які працюють на родовищах гарячої води під тиском (англ. Flash steam power stations). Гаряча вода із свердловини надходить спочатку у пароперетворювач, в якому нагріває конденсат первинної пари до кипіння;
- станції з бінарним циклом, в яких геотермальна теплота передається вторинній рідині (наприклад фреону або ізобутану) і реалізується класичний цикл Ранкіна.

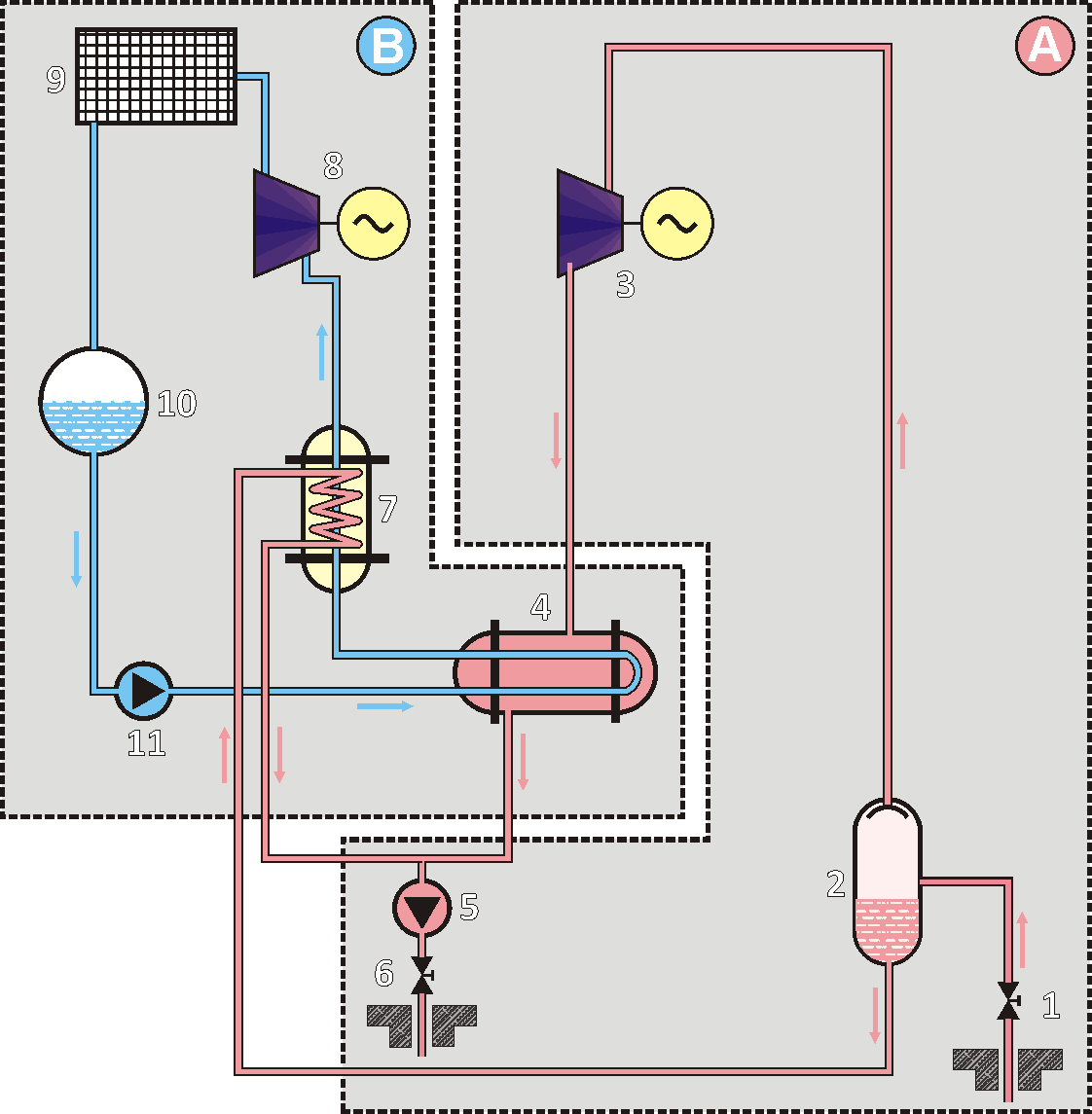
Технологічна схема геотермальної електростанції з бінарним циклом: (А) — перший (паровий) контур; (В) — другий контур (на ізобутані); 1 — експлуатаційна свердловина, 2 — сепаратор вода/пара, 3 — парова турбіна, 4 — теплообмінник, 5 — насос закачки, 6 — нагнітальна свердловина, 7 — перегрівач, 8- турбіна на ізобутані, 9 — повітряний/водяний конденсатор, 10 — конденсатозбірник, 11 — насос

Геотермальні електростанції (геоТЕС) мають ряд особливостей, а саме:
- постійний надлишок енергоресурсів, що сприяє використанню повної встановленої потужності обладнання геоТЕС;
- відносно простий рівень автоматизації;
- наслідки можливих аварій обмежують широке використання;
- питомі капіталовкладення і собівартість електричної енергії в основному можуть бути нижчими, ніж на електростанціях, які використовують інші відновлювальні джерела енергії.

ГеоТЕС споруджують переважно в районах активного вулканізму. Електростанції такого типу є у США, Італії, Японії, Новій Зеландії, Ісландії, Росії. Їхня загальна потужність становить перевищила у 2015 році 12 млн. МВт. Техніко-економічні показники таких електростанцій зазвичай перевищують показники електростанцій такої ж потужності, що працюють на рідкому паливі чи вугіллі.
У 2004 р. в світі сумарна потужність геотермальних електростанцій склала близько 9 млн кВт. У 2008 р. в світі встановлена потужність електрогенеруючих геотермальних установок уже досягала 11 млн кВт з виробленням близько 55 млрд кВт•год. За різними прогнозами потужність геотермальних станцій до 2030 р. зросте до 40–70 млн кВт.
В Україні існують значні ресурси геотермальної енергії. Родовища геотермальних вод, придатних до промислового освоєння в Україні, розташовані в Закарпатській, Миколаївській, Одеській, Херсонській областях і в АР Крим. Найперспективнішими для використання геотермальних ресурсів є Карпатський регіон і Крим. Менше значимий потенціал геотермальних вод існує в Полтавській, Харківській, Сумській і Чернігівській областях. Річний технічний потенціал геотермальної енергії оцінюється як еквівалентний 12 млн т умовного палива, що забезпечує перспективність розвитку геотермальної енергетики в країні.